# S/MIME
S/MIME(Secure/Multipurpose Internet Mail Extensions)는 MIME 데이터의 공개 키 암호화 및 서명을 위한 표준이다. S/MIME은 IETF 표준 트랙에 포함되어 있으며 여러 문서, 특히 RFC 8551에 정의되어 있다. 원래 RSA 데이터 시큐리티(RSA Data Security)에서 개발했으며, 초기 사양은 사실상 업계 표준인 PKCS #7 보안 메시지 형식을 사용하는 IETF MIME 사양을 사용했다. 이후 S/MIME의 변경 제어는 IETF에 위임되었으며, 현재 이 사양은 PKCS #7과 대부분의 측면에서 동일한 IETF 사양인 CMS(암호화 메시지 구문)를 기반으로 한다. S/MIME 기능은 대부분의 최신 이메일 소프트웨어에 내장되어 있으며 서로 상호 운용된다. CMS 기반으로 구축되었기 때문에 MIME은 고급 디지털 서명도 저장할 수 있다.

## 기능
S/MIME은 전자 메시징 애플리케이션에 다음과 같은 암호화 보안 서비스를 제공한다.
- 인증
- 메시지 무결성
- 출처 부인 방지(디지털 서명 사용)
- 개인정보 보호
- 데이터 보안(암호화 사용)

S/MIME은 데이터 암호화를 위한 MIME 유형 application/pkcs7-mime(smime 유형 "enveloped-data")을 지정한다. 이 경우, 암호화될 전체(준비된) MIME 엔터티가 암호화되어 객체로 압축되고, 이후 application/pkcs7-mime MIME 엔터티에 삽입된다.

## 같이 보기
- DKIM
- 이메일 암호화
- GNU 프라이버시 가드
- PGP (소프트웨어)